# Castoponera
Genre
Castoponera est un genre d'araignées aranéomorphes de la famille des Corinnidae.

## Distribution
Les espèces de ce genre se rencontrent en Indonésie et en Malaisie.

## Liste des espèces
Selon World Spider Catalog (version 17.5, 08/10/2016) :
- Castoponera christae Yamasaki, 2016
- Castoponera ciliata (Deeleman-Reinhold, 1993)
- Castoponera lecythus Deeleman-Reinhold, 2001
- Castoponera scotopoda (Deeleman-Reinhold, 1993)

## Publication originale
- Deeleman-Reinhold, 2001 : Forest spiders of South East Asia: with a revision of the sac and ground spiders (Araneae: Clubionidae, Corinnidae, Liocranidae, Gnaphosidae, Prodidomidae and Trochanterriidae. Brill, Leiden, p. 1-591.